# 従一位麗子本源氏物語
従一位麗子本源氏物語（じゅいちいれいしほんげんじものがたり）とは、源麗子により平安時代末期に作成されたとされる源氏物語の写本のことである。麗子本（れいしほん）や京極北政所本（きょうごくきたのまんどころほん）と呼ばれることもある。本項目では昭和時代初期に発見され1945年（昭和20年）の第二次世界大戦終戦時の混乱で失われた本写本の転写本と見られる古写本についても述べる。

## 概要
従一位麗子と呼ばれた源麗子により作成された源氏物語の写本が存在することは原中最秘抄や河海抄に記述があり、少なくとも室町時代初期までは存在していたと見られる。河海抄にはその本文内容についてのいくつかの言及がある。また河海抄等の記述に依れば、この写本は源光行ら河内方が自らの証本である「河内本」を作るにあたって参考にした多くの写本の中で特に重要視していたとされる7つの写本のうちの一つであるとされている。

## 写本巻末の和歌
なお、本写本が完成したとき源麗子が写本の末尾に書き付けたとされる以下のような和歌が勅撰集の一つ『新勅撰和歌集』に採集されて残っている。
「源氏の物語を書きて奥に書き付けられて侍りぬ

はかもなき　鳥の跡とは　思ふとも　わがすゑヽヽは　哀れとを見よ」
—『新勅撰和歌集』巻7、雑2、1199
この歌はこの写本が「わがすゑ」すなわち自分の子孫たちに伝えられて行くことを詠み込んでいる。平安時代には、さまざまな記録から「物語」が無数に作られ、女性を中心に多くの人々に広く読まれていたことが分かっているが、当時の物語は数多くの物語が生み出されると同時に読み終われば捨てられ、消えていく運命にあるものであり、また更級日記において著者の菅原孝標女が長年源氏物語を始めとするさまざまな物語に耽溺していた自分を恥じているように、当時の物語の位置づけは「女子供の手慰み」・「絵空事」といったものであり決して高いものではなかった。それがやがて平安時代末期には藤原俊成によって歌作の場で「源氏見ざる歌詠み遺恨のことなり」などとして重要視され、古典化・聖典化へつながっていくようになるのであるが、この歌はそれに時代的に先行して源氏物語の写本を「子孫に残すべきもの」と考えていることが分かるという点で重要な証言であり、池田利夫はこの写本が作られたことは源氏物語伝播の様態の中で画期的な事であるとしている。

## 従一位麗子と源氏物語
源麗子（1040年（長久元年）-1114年（永久2年））は平安時代後期の村上源氏の女性である。村上天皇の子具平親王の孫で、源師房と藤原道長五女・尊子の娘であり、藤原信家の養女となって関白・太政大臣藤原師実の妻となり、藤原師通を産んでいる。同人は、従一位を授けられたことから「従一位麗子」と呼ばれたり、邸宅の所在地と関白の妻であったことから「京極北政所」と呼ばれたりしている。父方の祖父である具平親王は紫式部の父藤原為時が散位であった時代に一時家司をつとめたとされており、母方の祖父である藤原道長はその娘である上東門院藤原彰子の女房であった紫式部にとっては実質的な雇い主であるといえる。さらに古伝承「源氏物語のおこり」では、麗子から見て大叔母にあたる大斎院と呼ばれた選子内親王が紫式部が源氏物語を書くきっかけになったとされているなど、源麗子は源氏物語や紫式部とさまざまな形で何重にも繋がりを持つ立場にある人物である。河海抄等の記述によるところの「河内方が河内本を作るにあたって特に重要視していたとされる7つの写本」の中には、この従一位麗子本の他に麗子の兄源俊房の本（堀川左大臣俊房本）や麗子のひ孫藤原忠通の本（法性寺関白本）が挙げられている。

## 本写本の伝来
前述のように、勅撰集に残る和歌によれば、本写本は源麗子がその子孫に伝えるために作ったものであり、実際に源麗子が意図した通りにそのまま藤原摂関家に伝来したと考えられる。鎌倉時代初期には源親行ら河内方によってその証本たる現在河内本と呼ばれている本文を作るのに参考にされているが、この時点でこの写本が誰の元にあったのかは明らかではない。また池田亀鑑は無名草子に引かれた本文がこの従一位麗子本の系統であると考えられると指摘している。その後室町時代初期に本写本が源麗子の子藤原師通から数えて10代目の子孫にあたる二条良基（1320年（元応2年）-1388年（南朝：元中5年、北朝：嘉慶2年））のもとにあり、同人から一世源氏である四辻善成（1326年（嘉暦元年）-1402年（応永9年））に譲り渡されたと見られる記録が存在する、四辻善成はその著作『河海抄』において本写本の校異が4個所取り上げられている。また河海抄には津守国冬筆本源氏物語の桐壷の巻がこの従一位麗子本を元にしたものであるとの記述がある。ただし四辻善成が河海抄において取り上げている本写本の校異は桐壷と帚木の2帖に限られるため、このとき四辻善成の手許にあったのはこの2帖だけであろうと考えられている。さらに『類聚抄』の記事によれば四辻善成はもともと一条家に伝来していた「京極北政所自筆水源小巻帚木一巻」を二条良基から受け取って手許に置いていたが、1397年（応永4年）9月24日に二条良基の子一条経嗣（1358年（南朝：正平13年、北朝：延文3年） - 1418年（応永25年））に源氏物語の講義をした際に返却したとの記録があり、「水源」と呼ばれていることから現在では失われてしまった河内方の注釈書「水原抄」のことであると理解されることの多かったこの記事について、小川剛生は「本写本『従一位麗子本』の伝来についての記録であろう」としている。一条経嗣の孫にあたる奈良興福寺の大乗院門跡であった尋尊大僧正（1430年（永享2年）-1508年（永正5年））は、その日記「尋尊大僧正記」の1478年（文明10年）7月28日の条において、源氏物語について、源氏物語のおこり・主要な伝本・主要な注釈書・源氏物語の巻序と年立などについて触れているが、主要な伝本について触れている中でこの従一位麗子本を「一条家の相伝本である」としている。ただ、尋尊が書き記しているように本写本が「一条家の相伝本である」ことが事実であったとしても、それがいつ時点のことを指しているのか（またはいつまでのことを指しているのか）は明らかでなく、1467年（応仁元年）に応仁の乱の勃発してまもなく一条室町にあった一条家の邸宅とその書庫「桃花坊文庫」が焼失しており、その後二条良基の三代目の子孫であり尋尊の父である一条兼良（1402年（応永9年）-1481年（文明13年））が奈良に居住していた息子尋尊のもとに身を寄せてから著した源氏物語の注釈書『花鳥余情』においては「定家卿の本」・「行能自筆の親行か本」・「為相卿が本」といった写本に触れていながらこの「従一位麗子本」については触れていないため、本写本は応仁の乱の戦火の中で失われたのであり、尋尊の言う「一条家の相伝本である」とはこれが書き記された時点のことではなく、かつて本写本が存在したころのことを述べているとする見方もある。そしてこれ以降のこの写本の動向を示す記録は発見されていない。

## 本写本の転写本
昭和初期になって本写本の転写本と見られる写本が出現した。当時東京文理科大学で国文学を専攻する学生であり、戦後北小路健の筆名で国文学者・古文書学者として活動することになる渡部栄が、同人の父渡部精元が1932年（昭和7年）9月に大連で死去しその葬儀も終えたころに、父の世話になったとする人物から、「京都で古くから茶商を営んでいた自分の家に代々家宝として伝えられてきた源氏物語の古写本」を世話になったお礼として同人の母親に渡し、それを同年の年末に帰省した渡部栄が受け取った。渡部栄はこのような経緯で手に入った本写本を「父親の形見である」として、全文の翻刻を含む詳細な研究成果の発表を目指して研究していたとしている。その写本は箱入りの古写本で源氏物語54帖が揃っている室町時代の書写と見られる形態を持っていた。その写本の巻末にはその写本が従一位麗子本からの転写本である旨が上記の和歌とともに記載されていた。またその写本の筆跡は、前後する時期に渡部栄が書店から購入した中山宣親（1458年（長禄2年）－1517年（永正14年））の筆写と鑑定されていた古写本のものに似ていたという。外箱・中の写本共に部分的に焼けた跡があったものの中身の大部分は読み取ることが可能であったとしている。結局渡部栄は自身が東京文理科大学を卒業する前年の（昭和11年）11月に母親が出した資金によって自費出版の形で本写本の概要と本文中の特徴的な文言を取り上げて青表紙本や河内本と比較した、青表紙本と河内本が大きく異なるため源氏物語の古写本を見るときは先ずここを見るとされる桐壺巻の「大液芙蓉未央柳」の一節の部分と夢浮橋巻末の従一位麗子の和歌の部分の2枚の写真入りの研究論文『源氏物語従一位麗子本之研究』を出版することになった。当時同人は大学を卒業したら大学生に認められていた徴兵猶予が取り消されて召集されることはほぼ確実であり、当時は日中関係が緊迫化していた時期であったため、入隊すれば戦場に送られる可能性が高く、そうなれば戦死してしまう可能性も少なく無かったために急いでその時点までの研究成果を公表したのであるが、結局同人は入隊直後に持病が見つかったため戦地に送られることはなくすぐに除隊となった。その後渡部栄は終戦時には新京（現在の長春）において、満州政府の外郭団体である満州出版協会所属の審査機関である満州文化研究所に研究員として勤めていたが、終戦後、1945年（昭和20年）8月23日に自宅に踏み込んできたロシア兵から、「ここをロシア軍の将校の宿舎とするから今から2時間以内に退去せよ」と言われ、その混乱の中で和書7千冊を含む1万3千冊にもなる蔵書のほぼ全てを焼き払われ、その他の財産も全て失い、特に大事にしていた本写本と中山宣親筆とされる本の二つの源氏物語の古写本についても、このときは何とか残すことに成功し、中国にとどまっていた間は手元に置いていたものの、翌年1月の日本への引き揚げ時にはどうしても持ち出すことが出来ず、満州文化研究所において渡部栄の同僚の研究員であった王惟明なる人物が、戦後四馬路で書店を開こうとしており本写本を欲しがったので同人に預けて日本に帰国したとしている。渡部は再度日中間を自由に往来できるようになった日中国交回復の後1981年（昭和56年）12月から翌年1月にかけて満州の写真集を出版するための取材のために写真家である息子の渡部まなぶとともに中国に赴き、その際時間の許す限り本写本を探し求めたが、その行方を知っていると思われる王惟明の所在も明らかにはならず、町中の書店を探し回ったが本写本を発見することは出来なかったという。このような経緯で本写本は渡部栄以外の研究者の目に触れることがないままに失われてしまった。『源氏物語従一位麗子本之研究』が出版されてまもないころ、後に「校異源氏物語」及び「源氏物語大成」に結実することになる源氏物語の本文調査を行っていた池田亀鑑らのグループの研究者が本写本の調査を渡部栄に願ったが強く拒否され調査することが出来なかったため本写本の実在やその内容を疑問視する意見もあったという。また国文学研究資料館館長の伊井春樹は元東北師範大学教授の呂元明など中国の源氏物語研究者の何人かに本写本のことを伝えて調査を依頼し、興味を持って調査を行った者も何人かいたが今のところ本写本の所在に繋がる情報は得られていないという。

## 本文
河海抄において桐壺帖及び帚木帖において計4ヶ所取り上げられている本写本の本文とされるものは、本写本が河内本とも青表紙本とも異なる系統の本文を持っており、陽明文庫本や伝阿仏尼筆本、国冬本及び無名草子所引本といったものと一致している。
また渡部栄は、著書『源氏物語従一位麗子本之研究』において、桐壺巻から橋姫巻までについて、同写本に含まれる多くの異文を示して青表紙本や河内本（尾州家河内本）との異同を調べ、巻によって、
- 青表紙本に近い本文を持つ巻（蓬生・玉鬘（「湖月抄本と全く一致している」としている。）・胡蝶など）
- 河内本に近い本文を持つ巻（紅葉賀・朝顔（「河内本と全く一致している」としている。）・橋姫など）
- 青表紙本・河内本のどちらとも異なる本文を持つ巻（松風・賢木・澪標など）

があり、写本全体としては「青表紙本でも河内本でも無い本文を持っている」としている。なお、このように本写本に青表紙本や河内本と一致する巻があることについて、池田亀鑑は本写本が全て従一位麗子本を転写したのではなく青表紙本や河内本を転写した巻を含む取り合わせ本なのではないかとしている。山岸徳平は本写本は大筋で河内本に近かったのではないかとしている。
伊藤鉃也は源氏物語大成や源氏物語別本集成の成果を踏まえて渡部栄が『源氏物語従一位麗子本之研究』において示した異文を調査し、そこに示された数々の異文は、鎌倉時代の本文を伝えるとされる陽明文庫本や伝阿仏尼筆本、国冬本や保坂本に近い本文を持つ、いわゆる古伝本系別本に属する研究史上大変重要なものであると結論づけている。
上原作和は平安時代の源氏物語本文伝流史の中で古伝本系別本群の一つとして青表紙本や河内本が成立する以前に存在した「摂関家伝来本群」の存在を想定しており、本写本はその中心またはそうでないとしてもそれに近いところにある写本であると考えられるとしている。